# Ceriagrion katamborae
Ceriagrion katamborae är en trollsländeart som beskrevs av Elliot C.G. Pinhey 1961. Ceriagrion katamborae ingår i släktet Ceriagrion och familjen dammflicksländor. IUCN kategoriserar arten globalt som otillräckligt studerad. Inga underarter finns listade i Catalogue of Life.